# Эль-Бурайми (мухафаза)
Эль-Бура́йми (араб. البريمي‎) — мухафаза в Омане. Административный центр — город Эль-Бурайми. Площадь — 7000 км², население — 72 917 человек (2010 год).

## География
Расположено на самом севере страны. Является новым образованием в Султанате: было образовано в октябре 2006 года путём отделения двух вилайетов от региона Эз-Захира.
На востоке граничит с регионом Эль-Батина, на юго-востоке - с регионом Эз-Захира, на западе и севере - с ОАЭ.
Сам город Бурайми представляет собой оазис на границе с ОАЭ. На другой стороне границы к нему примыкает эмиратский город Эль-Айн. Географические координаты города: 24°15′ с. ш. 55°45′ в. д.. Город небольшой, улицы не имеют собственных названий.

## Административное деление
Мухафаза Эль-Бурайми делится на 3 вилайета с центрами в городах:
- Эль-Бурайми
- Махда
- Эс-Синайна